# Imata Kabua
Imata Kabua (ur. 20 maja 1943 w Mandacie Południowego Pacyfiku, zm. 18 września 2019 w Honolulu) – prezydent Wysp Marshalla od 14 stycznia 1997 do 10 stycznia 2000 roku. Kuzyn Amaty Kabuy.